# San José Paraíso, Yajalón
San José Paraíso är en ort i Mexiko.   Den ligger i kommunen Yajalón och delstaten Chiapas, i den sydöstra delen av landet, 800 km öster om huvudstaden Mexico City. San José Paraíso ligger 1 189 meter över havet och antalet invånare är 235.
Terrängen runt San José Paraíso är kuperad åt nordost, men åt sydväst är den bergig. Runt San José Paraíso är det ganska tätbefolkat, med 67 invånare per kvadratkilometer. Närmaste större samhälle är Yajalón, 3,0 km öster om San José Paraíso. I omgivningarna runt San José Paraíso växer i huvudsak städsegrön lövskog.